# Еммануель-Анрі-Віктурньєн де Ноай
Емманюэль Анрі Віктюрньєн де Ноай (фр. Emmanuel Henri Victurnien de Noailles; 15 вересня 1830, Ментенон (Ер і Луар) — 16 лютого 1909, Париж) — французький дипломат і літератор.

## Біографія
Молодший син герцога Поля де Ноая та Алісії Ельфріди Віктюрньєн де Рошешуар-Мортемар.
Народився в замку Ментенон. В юності подорожував Сходом, брав участь в облозі Севастополя під час Кримської війни. У 1856 році здійснив подорож Тунісом на коні та з фотографічною камерою, зробивши чимало видових знімків.
За часів Другої імперії залишався приватною особою і займався історією та літературою.
Висувався кандидатом від консервативних республіканців на виборах до Національної Асамблеї в окрузі Нижніх Піренеїв, але 7 січня 1872 року програв, набравши 31 599 голосів проти 40 668 у лідера легітимістів Шарля Шенелона.
12 травня 1872 року був призначений Адольфом Тьєром повноважним міністром у Вашингтон. Домігся відновлення поштової конвенції між двома країнами, розірваної за три роки до цього. Пішов у відставку після 24 травня 1873 року, потім був відновлений на посаді, а 4 грудня того ж року призначений повноважним міністром при італійському дворі. 18 липня 1876 року був підвищений у ранзі, ставши першим надзвичайним і повноважним послом Франції в Італії.
Оселився в палаццо Фарнезе, колишній резиденції французьких послів при папському дворі. Зі Святим престолом перебував у прохолодних відносинах, але зробив внесок в організацію конклаву в 1878 році. У 1881 році здійснював дипломатичну підтримку французької анексії Тунісу.
20 лютого 1882 року призначений послом у Константинополь. Відкинув усі заяви турків з приводу питання про спадщину туніського бея. Брав участь у конференції з єгипетських справ. 17 липня 1886 року пішов у відставку за власним проханням. Повернувся на службу в 1896 році, зайнявши посаду посла в Берліні. Намагався підтримувати добрі відносини з Німеччиною. Після виходу у відставку, 3 січня 1903 року, отримав від кайзера Вільгельма II на згадку його мармуровий бюст.
Мав репутацію досвідченого та вмілого дипломата. У 1876 році відмовився виставлятися на виборах до сенату від Нижніх Піренеїв, але з жовтня 1874 року представляв кантон Північно-Заходу Байонни в Генеральній раді цього департаменту.

## Нагороди
- Кавалер Великого хреста ордена Почесного легіону з 1902 р.ref>(Cite newspaper The Times |title=Latest intelligence - France|date=2 вересня 1902 |page=3 |issue=36862)</ref>:
  - кавалер ордена з 11.10.1873
  - офіцер ордена з 10.02.1875
  - командор ордена з 30.07.1878
  - великий офіцер ордена з 10.07.1880
- Численні іноземні нагороди.

## Літературна діяльність
Маркіз де Ноай опублікував кілька робіт з історії та літератури Польщі:
- La Pologne et ses frontières (1863, перевидано в 1915)
- La Poésie polonaise (1866)
- Henri de Valois et la Pologne en 1572 (1867) 3 тт. (Академічна премія Бурдена (1868, 3000 франків)[1].

Для створення останньої роботи автор використовував документи з архіву свого родича Франсуа де Ноая, єпископа Дакса, одного з французьких послів на польському сеймі, який обрав королем Генріха III.
Крім цього, співпрацював з газетою Корреспондент (фр. Le Correspondant).

## Сім'я
- Дружина (30.06.1866, Рим): Елеонора Адрієнна Лахманн (20.02.1827—5.09.1892)
- Син: Емманюель Жан Моріс Фелікс де Ноай (30.06.1869—25.08.1930)